# George Melly
George Melly, né le 17 août 1926 à Liverpool et mort le 5 juillet 2007 à Londres, est un musicien, chanteur anglais de jazz et de blues, critique et éditeur littéraire. Il s'inscrit dans le courant surréaliste.

## Biographie

### Enfance et formation
Alan George Heywood Melly naît le 17 août 1926 à Saint Michael's Hamlet à Liverpool. Sa mère Maud Melly est comédienne et son père Tom Melly est dans le commerce de laine familial. Il a une sœur actrice Andrée Melly.
Il étudie à la Stowe School où il développe un intérêt pour l'anarchisme et le surréalisme.

### Carrière

#### Chanteur et musicien
Après son service militaire, George Melly travaille dans la galerie West End de son ami le poète belge surréaliste E. L. T. Mesens. Il croise de nombreux artistes et musiciens, dont des peintres : Ronnie Scott et Pete King, entre autres.
Il assiste à ses premiers concerts de jazz dit « revivaliste » avec des figures comme Humphrey Lyttelton, Graeme Bell et Cy Laurie. Il commence à chanter pour le groupe de Mick Mulligan.

#### Dessinateur
Son ami clarinétiste de Humphrey  Lyttelton, Wally Fawkes, lui propose d'écrire en parallèle de son activité musicale des bande dessiné pour lui. Ainsi né le personnage de Flook, une créature câline de l'époque préhistorique subversif pour développer son imagination surréaliste. Gorge Melly dessine par la suite pour Mark Boxer des dessins animés pour le Times, The Guardian et d'autres journaux.

#### Critique littéraire, pop culture et écrivain
À l'arrivée des Beatles, il devient le premier critique pop de The Observator.
De 1965 à 1973, il est critique de cinéma et en télévision pour The Observer, fait des lectures publiques d'histoire de l'art, en s'inscrivant dans le courant surréaliste.
Par la suite, il écrit des scripts pour le cinéma : ceux de Smashing Time en 1967, Take a Girl like you en 1970 en adaptant le roman de Kingsley Amis.
En 1974, l'artiste part en tournée nationale avec John Chilton (en) et les Feetwarmers pendant 30 ans. À la retraite de Chilton en 2002, George Melly continue avec Digby Fairweather.
En 2005, il publie Slowing Down sur le vieillissement, puis un film avec son épouse la chanteuse Diana Dawson sur la démence vasculaire qui le touche.
Il décède le 5 juillet 2007 à Londres.

### Sur Mesens
: Sources utilisées pour la rédaction de l’article
- André Souris, Paul Nougé et ses complices dans Entretiens sur le surréalisme, sous la direction de Ferdinand Alquié, Mouton, Paris-La Haye, 1968.
- E. L. T. Mesens, textes d'André Breton, Paul Éluard, George Melly, Roy Edwards, P. G. Van Hecke, galerie Isy Brachot, Bruxelles, 1971.